# Zwemmen op de Olympische Zomerspelen 2020 – 4×100 meter wisselslag mannen
De 4×100 meter wisselslag mannen op de Olympische Zomerspelen 2020 vond plaats op 30 juli 2021, series, en 1 augustus 2021 finale. Omdat het zwembad waarin de wedstrijd gehouden werd 50 meter lang is, bestond de race uit acht baantjes. Na afloop van de series kwalificeren de acht snelste ploegen zich voor de finale. Regerend olympisch kampioen was de Verenigde Staten.

## Records
Voorafgaand aan het toernooi waren dit het wereldrecord en het kampioenschapsrecord
| Wereldrecord     | Verenigde Staten Aaron Peirsol Eric Shanteau Michael Phelps David Walters | 3.27,28 | Rome           | 2 augustus 2009  |
| Olympisch record | Ryan Murphy Cody Miller Michael Phelps Nathan Adrian                      | 3.27,95 | Rio de Janeiro | 13 augustus 2016 |

## Uitslagen

### Series
| Rang | Serie | Baan | Namen            | Land | Tijd    | Bijz. |
| ---- | ----- | ---- | ---------------- | --- | ------- | ----- |
| 1    | 1     | 5    | Italië           | Thomas Ceccon (53,20) Nicolò Martinenghi (57,94) Federico Burdisso (51,46) Alessandro Miressi (47,42)               | 3.30,02 | Q     |
| 2    | 2     | 4    | Groot-Brittannië | Luke Greenbank (53,79) James Wilby (59,16) James Guy (50.77) Duncan Scott (47,75)                                   | 3.31,47 | Q     |
| 3    | 2     | 5    | Russische ploeg  | Grigori Tarasevitsj (53,20) Anton Tsjoepkov (59,55) Michail Vekovisjtsjev (51,20) Vladislav Grinev (47,71)          | 3.31,66 | Q     |
| 4    | 1     | 6    | China            | Xu Jiayu (52,82) Yan Zibei (58,32) Sun Jiajun (51,81) He Junyi (48,77)                                              | 3.31,72 | Q     |
| 5    | 2     | 3    | Japan            | Ryosuke Irie (53,20) Ryuya Mura (59,62) Naoki Mizunuma (51,42) Katsumi Nakamura (47,78)                             | 3.32,02 | Q     |
| 6    | 1     | 3    | Australië        | Mitch Larkin (53,46) Zac Stubblety-Cook (59,11) David Morgan (51,97) Kyle Chalmers (47,54)                          | 3.32,08 | Q     |
| 7    | 1     | 4    | Verenigde Staten | Hunter Armstrong (53,51) Andrew Wilson (59,20) Tom Shields (51,33) Blake Pieroni (48,25)                            | 3.32,29 | Q     |
| 8    | 1     | 1    | Canada           | Markus Thormeyer (53,66) Gabe Mastromatteo (59,97) Joshua Liendo (50,92) Yuri Kisil (47,82)                         | 3.32,37 | Q     |
| 9    | 1     | 2    | Polen            | Kacper Stokowski (54,67) Jan Kozakiewicz (59,24) Jakub Majerski (50,66) Jakub Kraska (48,05)                        | 3.32,62 |       |
| 10   | 2     | 2    | Frankrijk        | Yohann Ndoye Brouard (52,77) Antoine Viquerat (59,94) Léon Marchand (52,05) Mehdy Metella (48,65)                   | 3.33,41 |       |
| 11   | 2     | 7    | Duitsland        | Marek Ulrich (54,52) Lucas Matzerath (58,70) Marius Kusch (52,38) Damian Wierling (48,48)                           | 3.34,08 |       |
| 12   | 1     | 7    | Wit-Rusland      | Mikita Tsmyh (55.50) Ilja Sjymanovitsj (58,20) Jaoehen Tsoerkin (52,38) Artsjom Matsjekin (48,74)                   | 3.34,82 |       |
| 13   | 1     | 8    | Hongarije        | Richárd Bohus (53,51) Tamás Takács (1.00,57) Hubert Kós (51,94) Péter Holoda (48,89)                                | 3.34,91 |       |
| 14   | 2     | 1    | Griekenland      | Eyaggelos Makrygiannis (54,07) Konstadinos Meretsolias (1.00,62) Andreas Vazaios (53,36) Apostolos Christou (48,23) | 3.36,28 |       |
| 15   | 2     | 6    | Brazilië         | Guilherme Guido (54,11) Felipe Lima Vinicius Lanza Marcelo Chierighini                                              | DSQ     |       |
| 15   | 2     | 8    | Litouwen         | Danas Rapšys (54,71) Andrius Šidlauskas Deividas Margevičius Simonas Bilis                                          | DSQ     |       |

### Finale
| Rang   | Baan | Namen                                                                                                 | Land             | Tijd    | Bijz. |
| ------ | ---- | --- | ---------------- | ------- | ----- |
| Goud   | 1    | Ryan Murphy (52,31) Michael Andrew (58,49) Caeleb Dressel (49,03) Zach Apple (46,95)                  | Verenigde Staten | 3.26,78 | WR    |
| Zilver | 5    | Luke Greenbank (53,63) Adam Peaty (56,53) James Guy (50,27) Duncan Scott (47,08)                      | Groot-Brittannië | 3.27,51 |       |
| Brons  | 4    | Thomas Ceccon (52,52) Nicolò Martinenghi (58,11) Federico Burdisso (51,07) Alessandro Miressi (47,47) | Italië           | 3.29,17 |       |
| 4      | 3    | Jevgeni Rylov (52,82) Kirill Prigoda (59,06) Andrej Minakov (50,31) Kliment Kolesnikov (47,03)        | Russische ploeg  | 3.29,22 |       |
| 5      | 7    | Mitch Larkin (53,19) Zac Stubblety-Cook (58,67) Matthew Temple (50,78) Kyle Chalmers (46,96)          | Australië        | 3.29,60 |       |
| 6      | 2    | Ryosuke Irie (53,05) Ryuya Mura (58,94) Naoki Mizunuma (50,88) Katsumi Nakamura (47,04)               | Japan            | 3.29,91 |       |
| 7      | 8    | Markus Thormeyer (53,69) Gabe Mastromatteo (59,67) Joshua Liendo (51,02) Yuri Kisil (48,04)           | Canada           | 3.32,42 |       |
| 8      | 6    | Xu Jiayu (52,77) Yan Zibei (58,35) Sun Jiajun He Junyi                                                | China            | 4       | DSQ   |